# Kazimierz Łazowski
Kazimierz Łazowski herbu Łada – cześnik zakroczymski w 1764 roku, sędzia kapturowy ziemi sanockiej w 1764 roku.
Żonaty z Justyną Pieścioroską i z Antonillą Wisłocką, z pierwszej żony miał córki: Marjannę i Wiktorję oraz synów: Józefa i Adolfa.